# Абдон, Меволи
Иясинте Меволи Абдон (фр. Yhyacinthe Mewoli Abdon; 18 октября 1985, Этоа, Камерун) — камерунский боксёр, участник летних Олимпийских игр 2012 года в категории до 60 кг, бронзовый призёр Всеафриканских игр 2011 года, серебряный призёр чемпионата Африки 2011 года.

## Спортивная биография
Главных побед в своей карьере Меволи Абдон добился в 2011 году, когда в течение нескольких месяцев ему удалось стать серебряным призёром чемпионата Африки и бронзовым медалистом Всеафриканских игр.
В 2012 году Абдон дебютировал на летних Олимпийских играх в Лондоне, куда он пробился через африканский квалификационный турнир. В первом раунде соревнований в категории до 60 кг камерунский боксёр встречался со спортсменом из Узбекистана Фазлиддином Гаибназаровым. В упорной борьбе по итогам трёх раундов Меволи уступил со счётом 6:11 и выбыл из дальнейшей борьбы.
После поражения на Играх в Лондоне Абдон и ещё 6 членов олимпийской сборной Камеруна исчезли из олимпийской деревни. Спустя некоторое время пропавшие боксёры были обнаружены в небольшом боксёрском клубе в Южном Лондоне.